# 博胡斯拉夫
博胡斯拉夫（羅馬化：Bohuslav），或按俄语译为博古斯拉夫，是乌克兰基輔州奧布希夫區博胡斯拉夫市镇内的城市及该市镇的行政中心，2020年7月18日前为博胡斯拉夫區的行政中心。該市位於羅斯河畔，距離首都基輔102公里，始建於1032年，面積15.9平方公里，海拔高度148米，2022年人口数量为15,789人。

## 图集

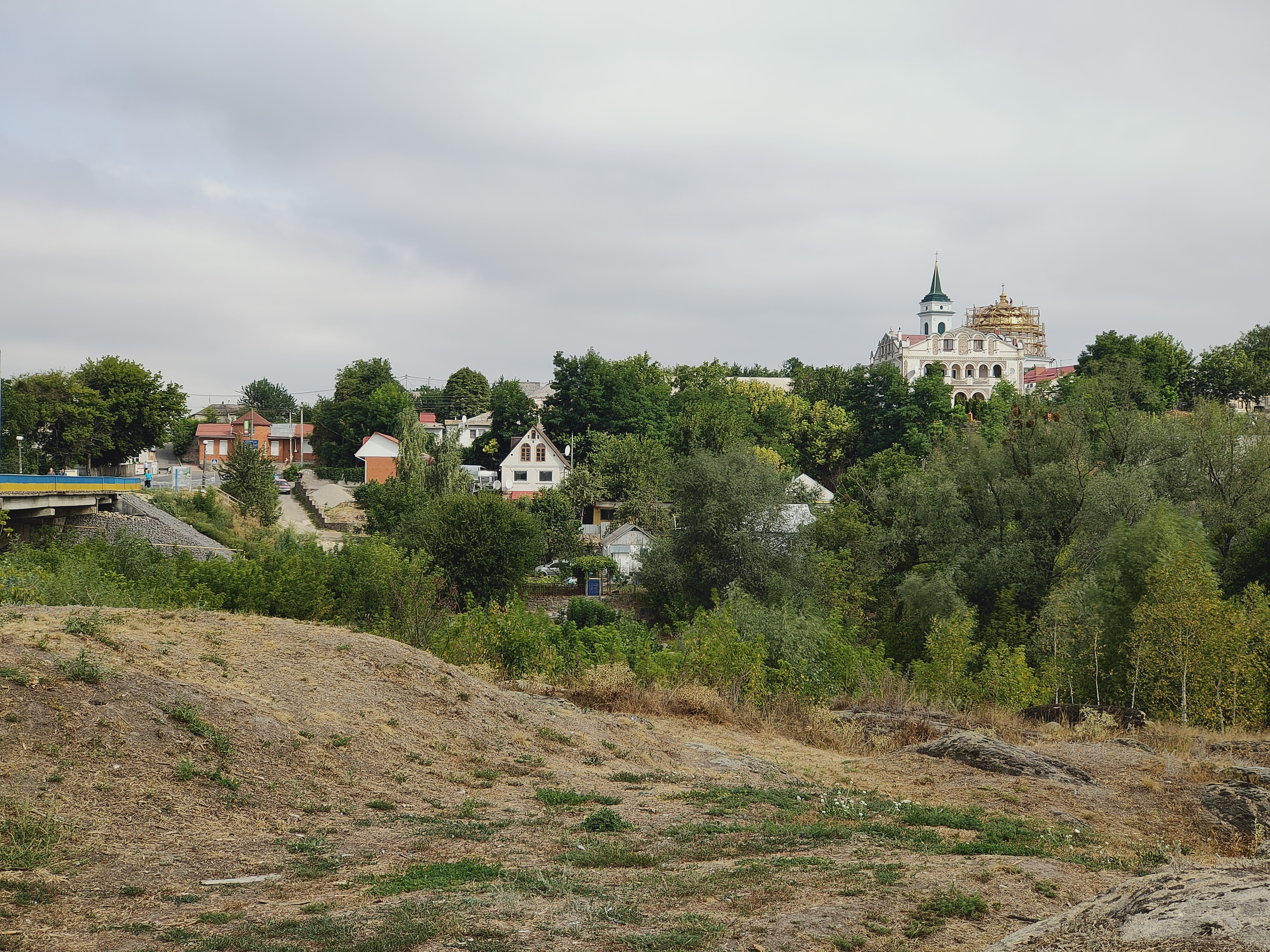
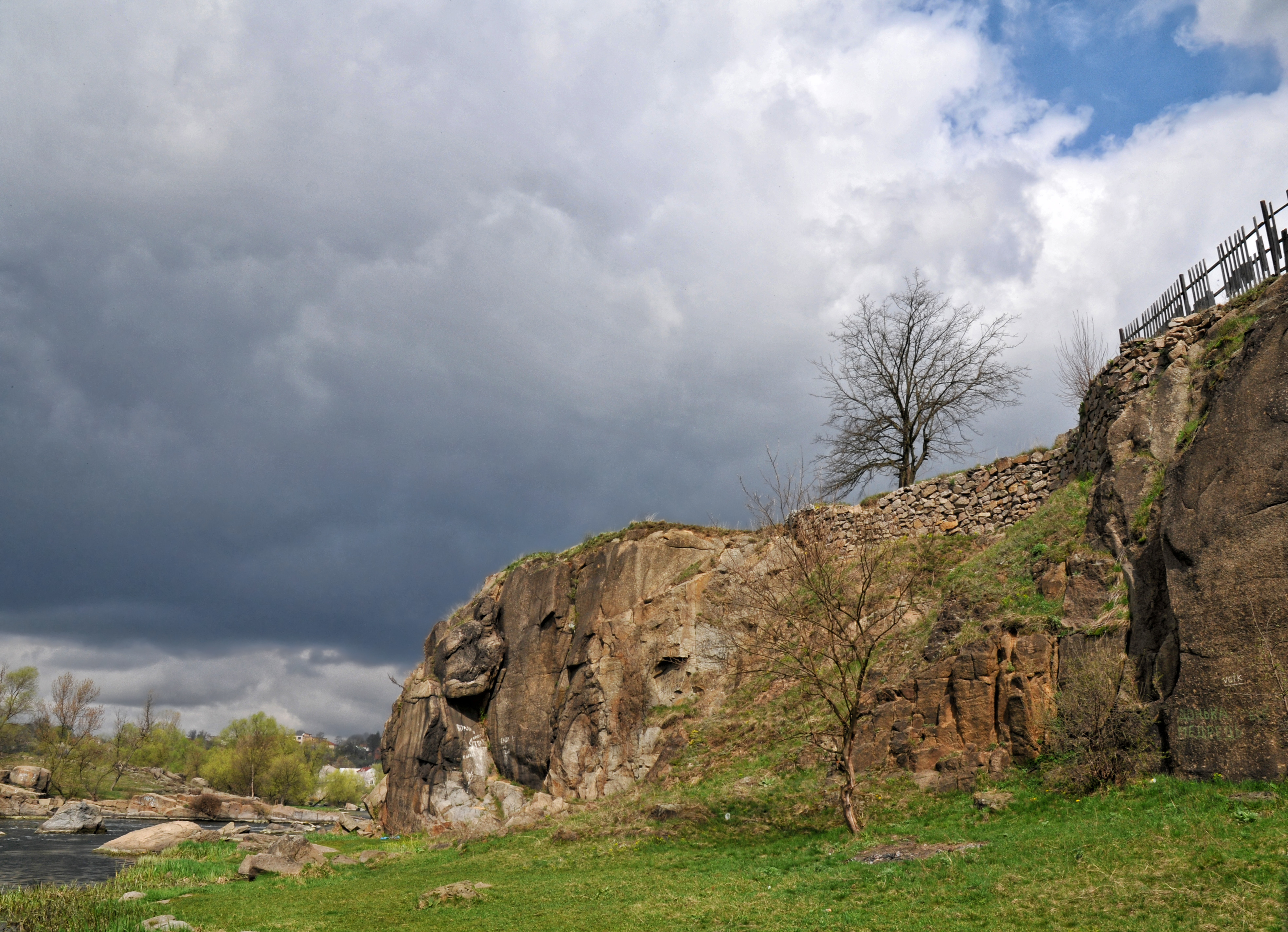
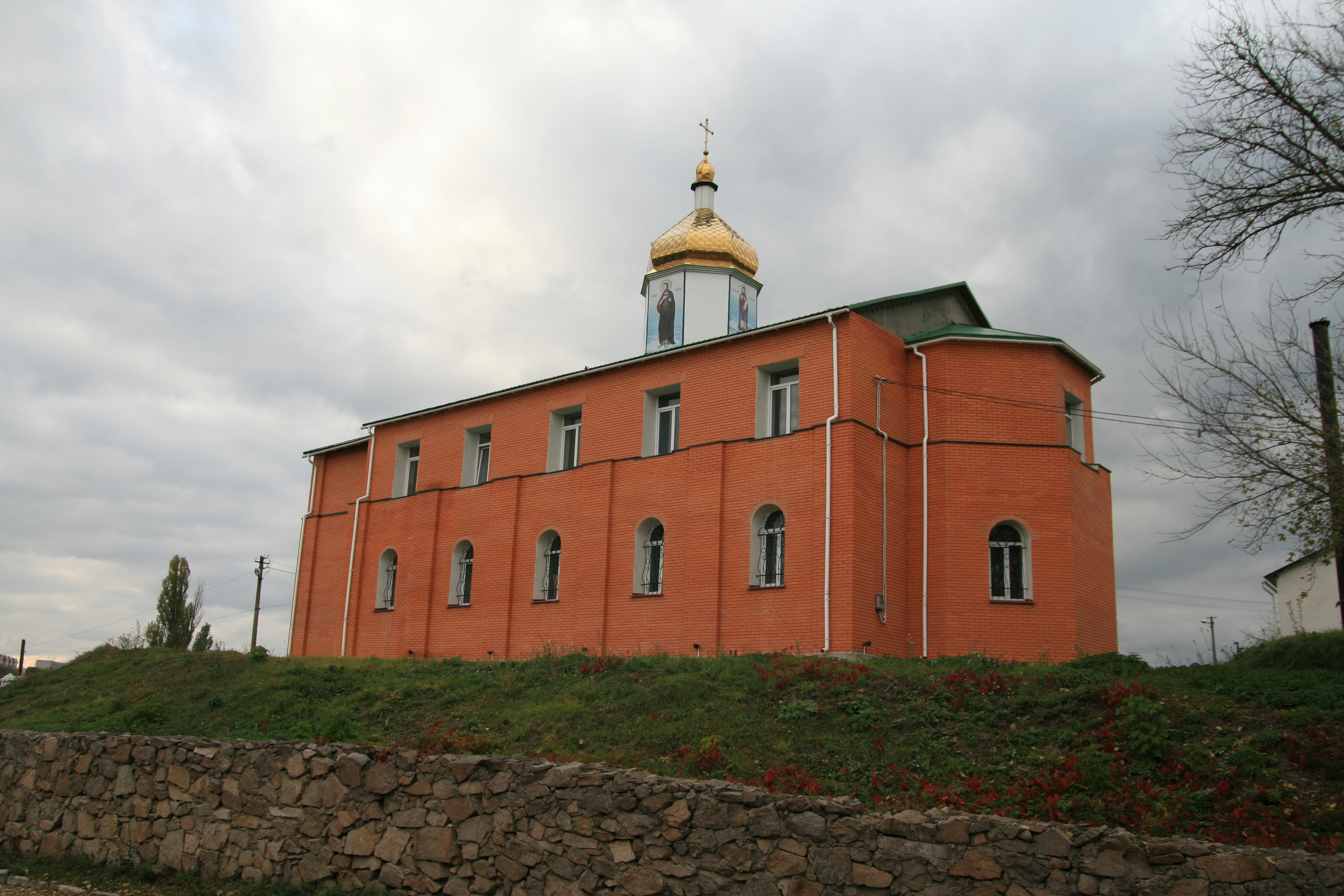
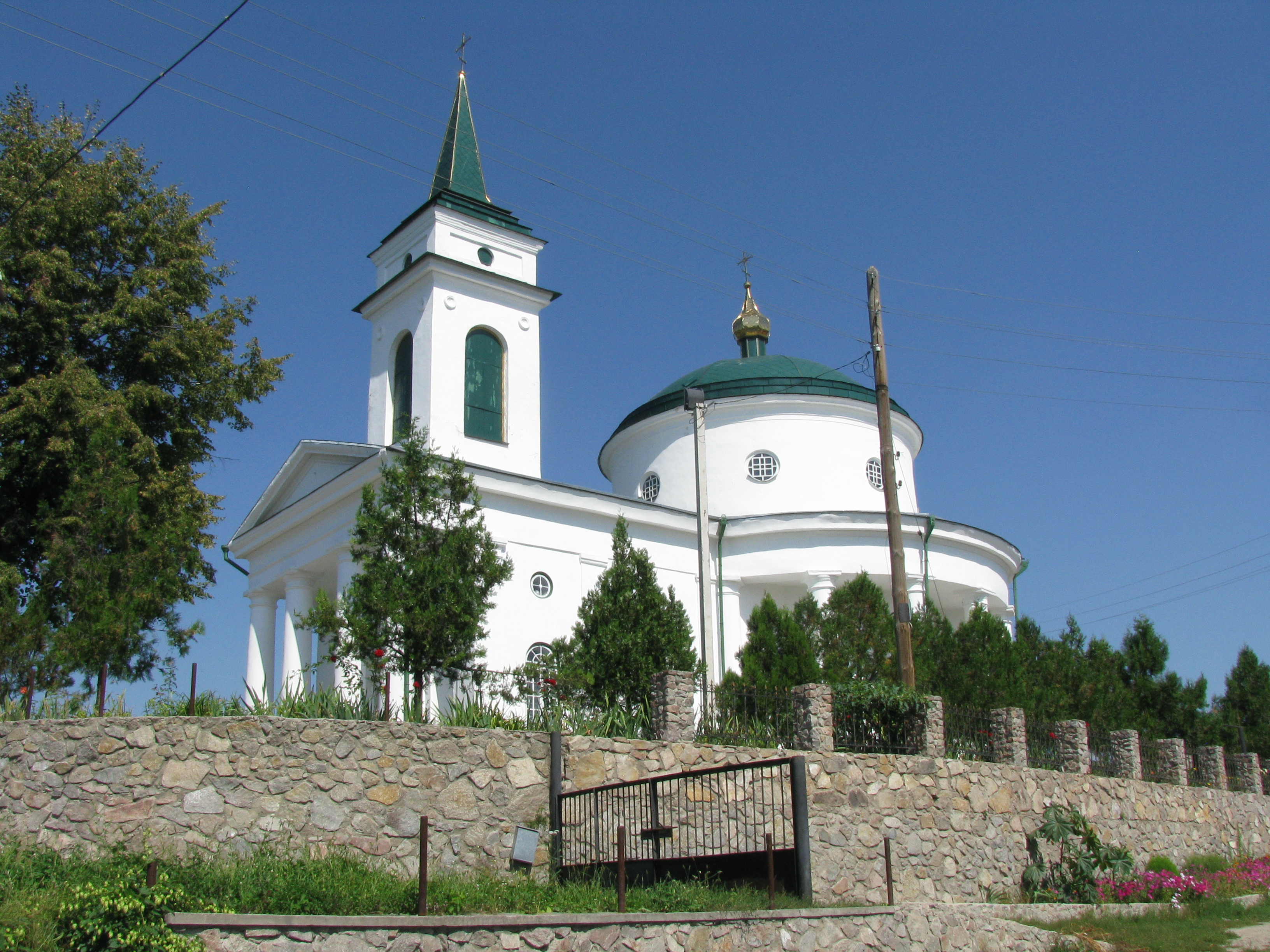
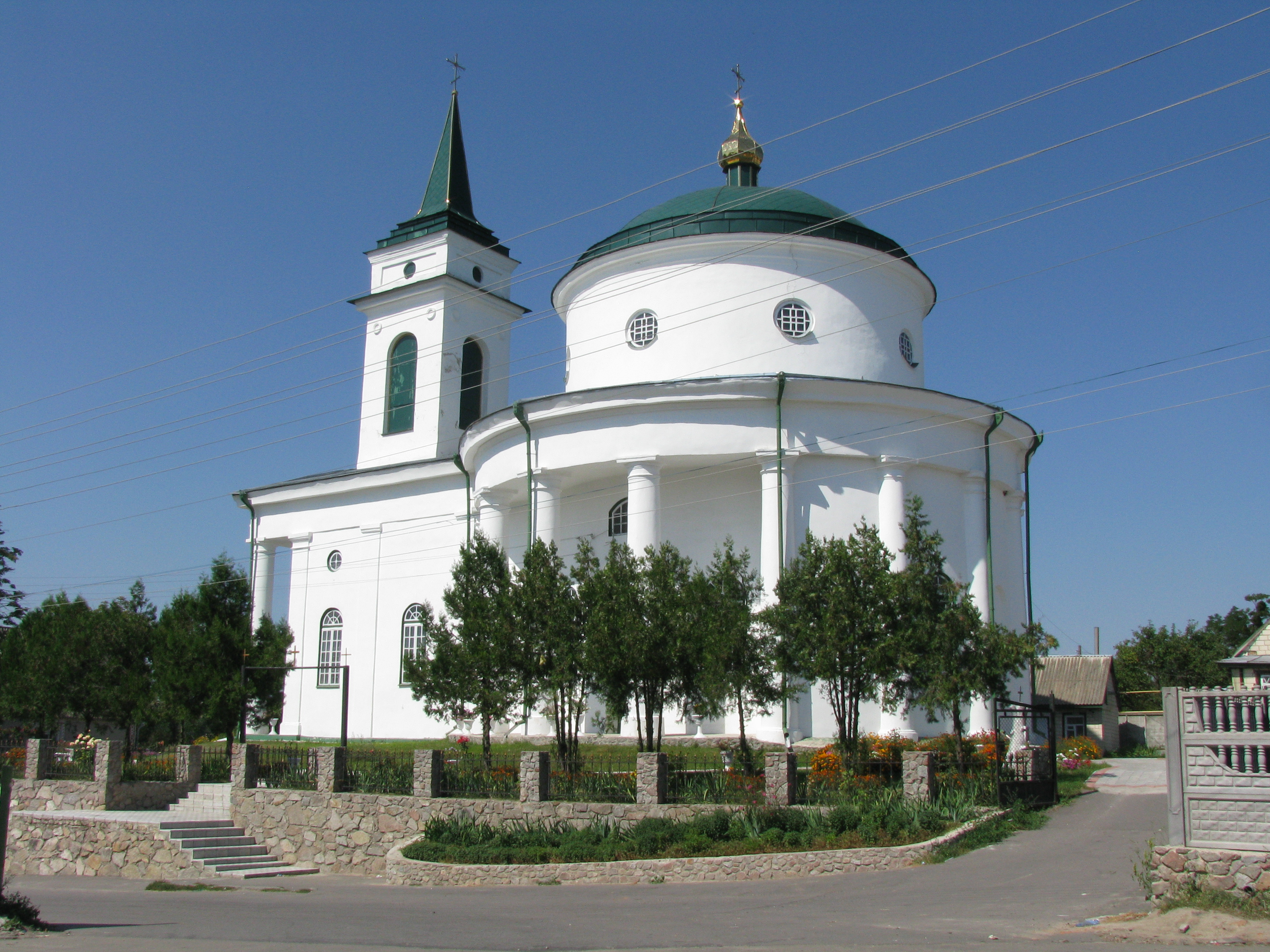
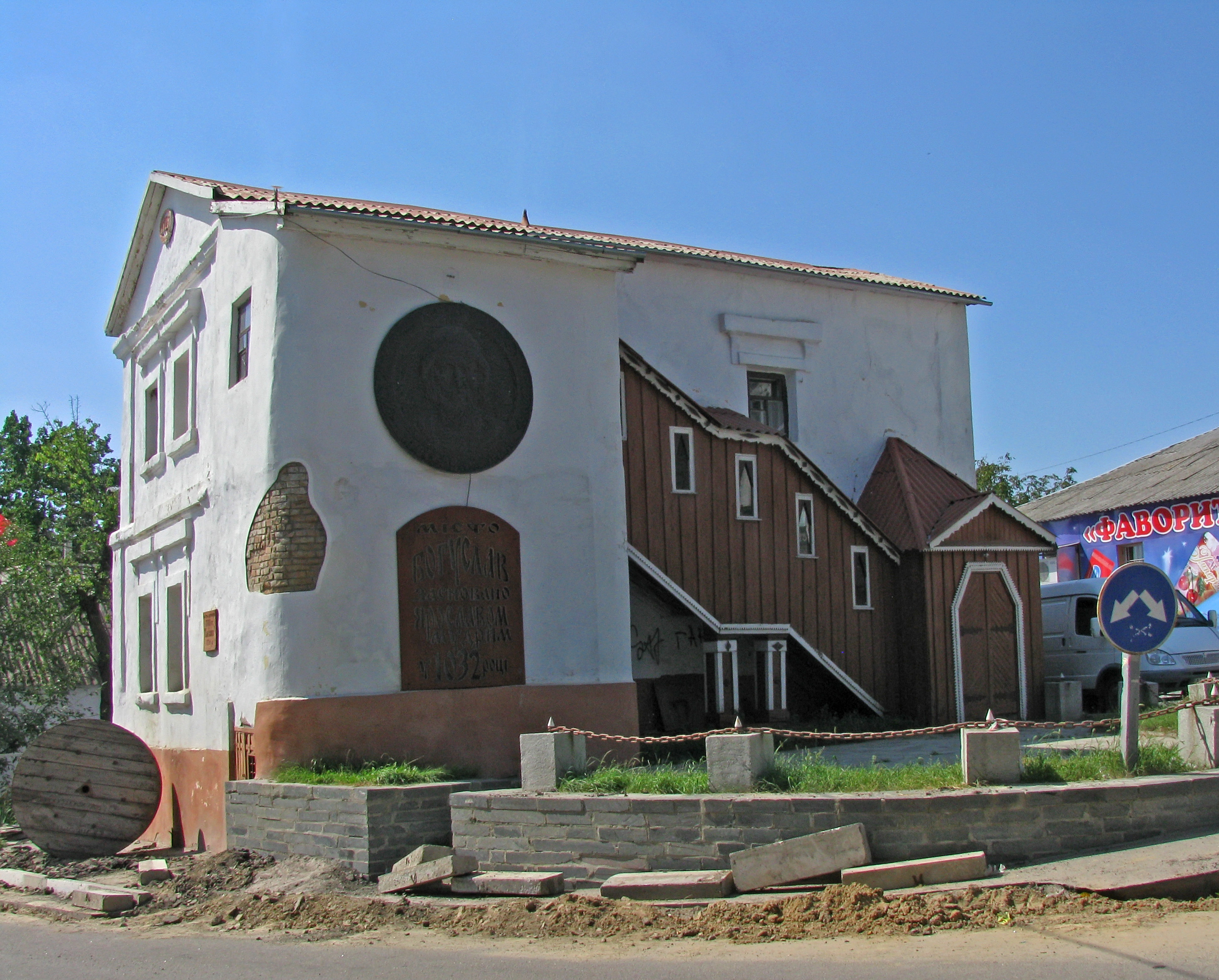